# St. Sebastian (Haisterkirch)
Die Wallfahrtskapelle St. Sebastian ist eine Kapelle bei Haisterkirch, einem Stadtteil von Bad Waldsee im Landkreis Ravensburg in Oberschwaben. Sie ist die höchstgelegene Kapelle im Landkreis Ravensburg.

## Beschreibung
Das unscheinbare einschiffige Bauwerk ist eine der meistbesuchten Wallfahrtskapellen in Oberschwaben. Sie wurde im 15. Jahrhundert errichtet und 1892 neu erbaut. Sie befindet sich auf dem Haisterkircher Rücken, oberhalb der Haidgauer Heide in einer Höhe von 758 m ü. NN mitten im Wald. Man kann sie von Haisterkirch aus über einen Forstweg mit Kreuzwegstationen erreichen oder vom Aussichtspunkt Grabener Höhe zu Fuß in 30 Minuten.
Die geostete Kapelle hat ein mit Biberschwänzen gedecktes Satteldach, das in einer Apsis auf der Westseite endet. In dem filigranen Giebelreiter auf dem Dachfirst ist eine Glocke aufgehängt. Die Glocke wird manuell geläutet. An der Nordseite des Bauwerks befindet sich eine an die Kapelle angebaute Sakristei. In den Fenstern ist eine Bleiverglasung ohne Glasmalereien. Das zentrale Deckengemälde stammt von Gebhard Fugel. Hinter dem Altargitter befinden sich ein neo-klassizistischer Altar mit einer Sebastiansfigur und eine Kniebank.

## Geschichte
- 1559 Urkundliche Erwähnung einer „Kapelle, die im Wald auf dem Kreuzweg steht“
- 1741 Neubau der Kapelle nach einem Brand
- 1884 Anbau
- 1892 weiterer Anbau
- 1977 Im Rahmen eines Einbruchs in die Kapelle wurden nicht nur die Statue des heiligen Sebastian, sondern auch Figuren des heiligen Franz von Assisi und der Guten Beth entwendet. Zudem wurde eine Sebastiansreliquie entwendet. Die Polizei konnte jedoch ein Jahr später die Statue des heiligen Sebastian in München wiederentdecken und zurückbringen.[1]

### Restaurierung 2011

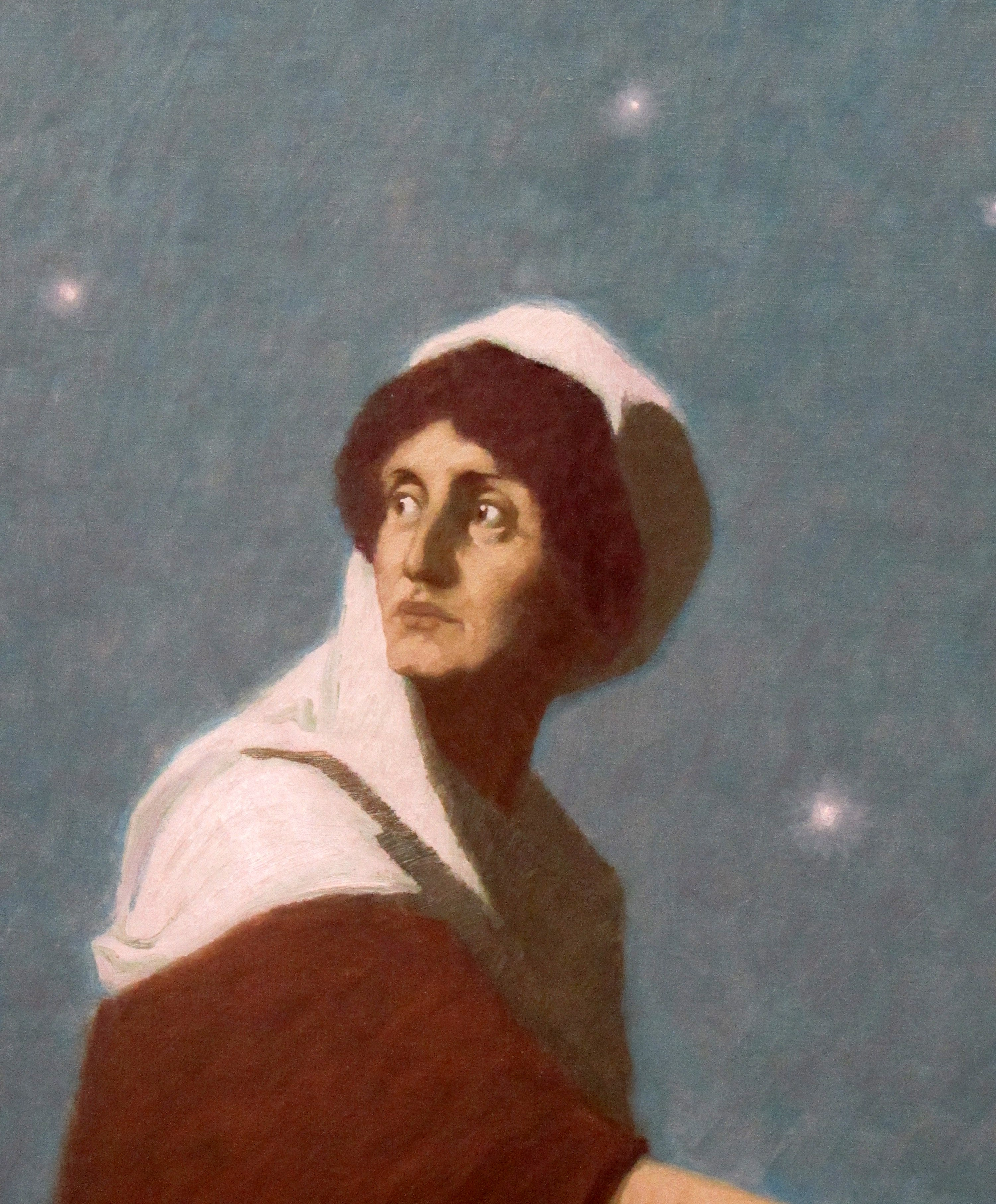
Detail des Deckenfreskos von Fugel: Heilige Irene

Im Verlauf des Jahres 2011 fand eine weitere umfassende Innen- und Außenrestaurierung der Kapelle statt, die über 180.000 Euro kostete. Am 9. Oktober 2011 wurde die Kapelle im Rahmen eines Festgottesdienstes wiedereröffnet. Dabei wurde eine Holzfigur, den hl. Sebastian darstellend, links am Eingang aufgestellt. Sie stand seit 1987 am Altar. Diese Figur stammt vom Laienschnitzer Franz Rupp aus Arnach. Er hatte sie 25 Jahre zuvor der Kirchengemeinde geschenkt. Die originale Sebastiansfigur, die vor über 25 Jahren aus der Kapelle gestohlen worden war, fand sich im Jahre 2011 beim Landeskriminalamt in München. Sie wurde am 9. Oktober 2011 wieder auf dem Altar aufgestellt.

## Innenausstattung
Die St. Sebastian-Kapelle in Haisterkirch ist in ihrer Ausstattung von Darstellungen des Kirchenpatrons geprägt, insbesondere durch die Werke des Kunstmalers Gebhard Fugel (1863–1939).

### Deckengemälde
Die Kapelle beherbergt zwei Deckengemälde, das Gemälde im Chor, zeigt den Heiligen Sebastian als römischen Soldaten, der schützend seine Hand über Pferde und Kühe ausstreckt und damit seine Rolle als Schutzpatron der Landwirtschaft darstellt. Das größere signierte Deckengemälde im Kirchenschiff stammt von Gebhard Fugel und wurde vermutlich um 1911/1912 erstellt. Es stellt dar, wie der gemarterte Sebastian vom Marterpfahl abgenommen und von der heiligen Irene gepflegt wird.

### Altar und Figuren
Der neoklassizistische Altar der Kapelle, der vermutlich bei der Renovierung im Jahr 1884 aufgestellt wurde, ist in den Farben Blau, Weiß und Gold gehalten. Er birgt die ursprüngliche, heute wiederhergestellte Sebastiansfigur sowie Figuren des heiligen Christophorus und des heiligen Florian. An den Chorwänden befinden sich zudem Darstellungen von Jesus und Maria, die auf ihre Herzen zeigen. Weitere Figuren in der Kapelle sind eine Lourdes-Madonna und eine Statue von Johannes dem Täufer.

### Weitere Ausstattung
Der Kreuzweg der Kapelle ist ein Werk von Gebhard Fugel, bestehend aus Kunstdrucken seiner Fresken aus der Münchner St. Joseph-Kirche, jedoch fehlen die siebte und achte Station. Das Kirchenschiff wird durch einen Lettner, ein Gitter mit 23 eingearbeiteten Pfeilen, vom Chor getrennt. Die Kapelle beherbergt zudem ein Kruzifix an der linken und ein Sebastiansgemälde an der rechten Seitenwand, dessen Künstler unbekannt ist.

## Kreuzweg
Der Kreuzweg zur Sebastianskapelle beginnt an der Kirche St. Johannes Baptist Pfarr- und Wallfahrtskirche Haisterkirch und führt mit 15 Stationen stetig bergauf zur Sebastianskapelle. Die von Alfred Vollmar geschaffenen Stationsbilder wurden 2014 restauriert, und 2016 wurden Kupferlaternen angebracht. 2020 wurde eine Station aufgrund eines Hausabrisses verlegt. Die Stationen, die ursprünglich mit Biberschwanz-Dachplatten belegt waren, erhielten später Dachschrägen aus Beton.

## Trivia
Die auf dem Fresko von Fugel mit dargestellte hl. Irene soll die Gesichtszüge der Tochter des Künstlers tragen.
Jährlich am 20. Januar, dem Tag des heiligen Sebastian, findet eine überregional bekannte Prozession zur Kapelle statt.